# Il più grande italiano di tutti i tempi
Il più grande italiano di tutti i tempi é um programa de televisão italiano do gênero jornalístico exibido pela Rai 2 em 2010. O programa é baseado no programa britânico 100 Greatest Britons da emissora BBC que também colabora na produção do programa.

## Lista

### Escolhidos

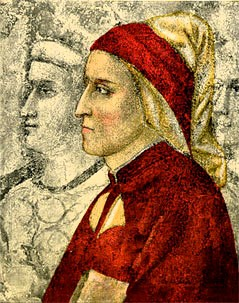
Dante Alighieri foi uma das personalidades avaliadas.

Durante a primeira fase do programa, foi selecionado algumas personalidades para serem avaliadas:
- Lucio Battisti
- Roberto Benigni
- Mike Bongiorno
- Caravaggio
- Giosuè Carducci
- Cristoforo Colombo
- Fausto Coppi
- Dante
- Leonardo da Vinci
- Eduardo De Filippo
- Vittorio De Sica
- Falcone e Borsellino
- Federico Fellini
- Enrico Fermi
- Enzo Ferrari
- Rosario Fiorello
- Galileu Galilei
- Giuseppe Garibaldi
- Vittorio Gassman
- Giotto
- Giacomo Leopardi
- Rita Levi-Montalcini
- Sofia Loren
- Anna Magnani
- Nino Manfredi
- Alessandro Manzoni
- Guglielmo Marconi
- Marcello Mastroianni
- Giuseppe Mazzini
- Michelangelo
- Mina
- Aldo Moro
- Giovanni Pascoli
- Laura Pausini
- Luciano Pavarotti
- Sandro Pertini
- Francesco Petrarca
- Luigi Pirandello
- Marco Polo
- Giacomo Puccini
- Valentino Rossi
- Alberto Sordi
- Totò
- Massimo Troisi
- Giuseppe Verdi
- Alessandro Volta

### Finalistas

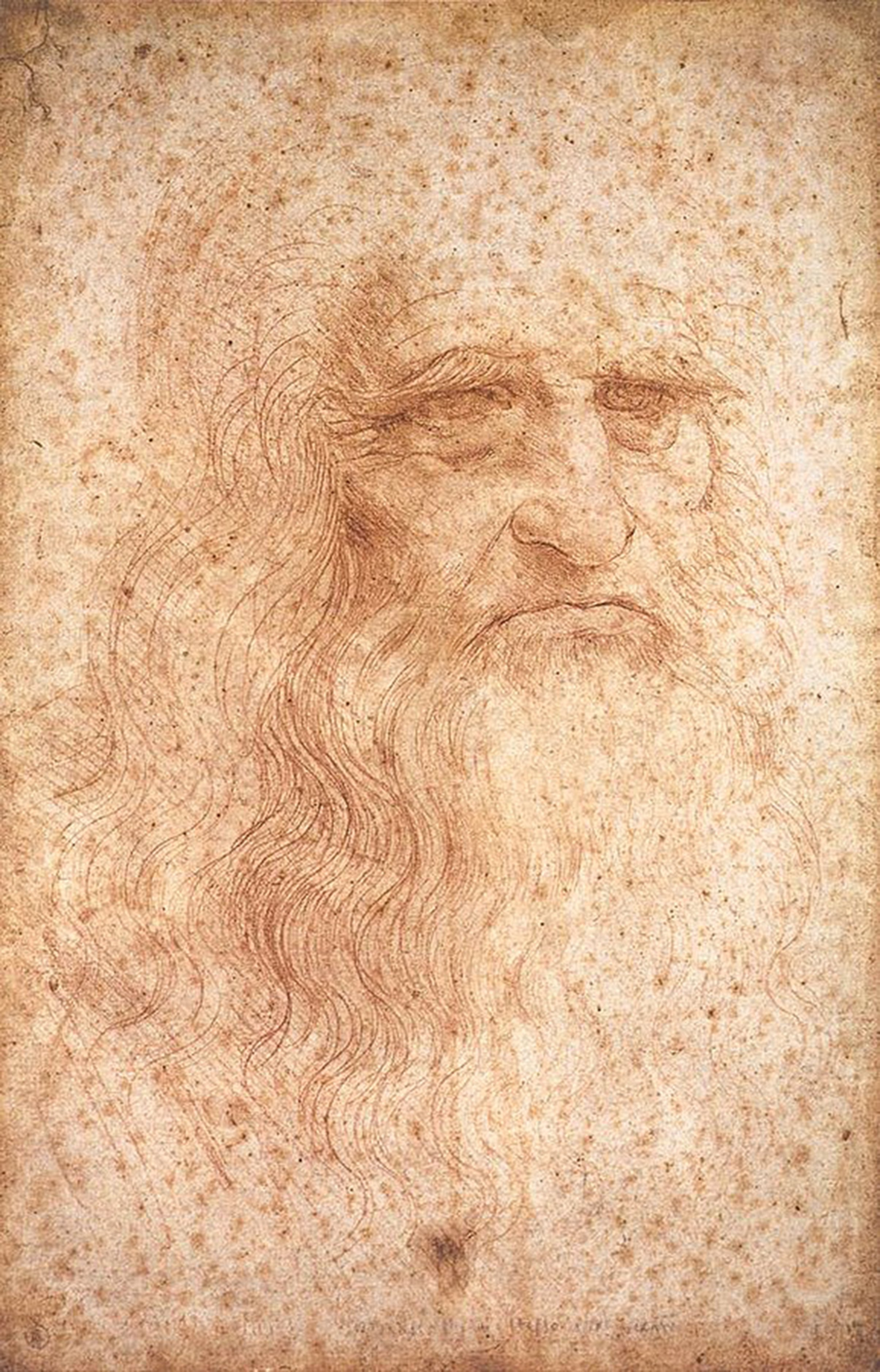
Leonardo da Vinci foi escolhido o vencedor de Il più grande italiano di tutti i tempi.

Após a avaliação, foram descartados vários e sobraram apenas dez. Por uma votação, Leonardo da Vinci foi escolhido o vencedor.
1. Leonardo da Vinci
2. Giuseppe Verdi
3. Giovanni Falcone e Paolo Borsellino
4. Galileu Galilei
5. Totò
6. Laura Pausini
7. Anna Magnani
8. Luigi Pirandello
9. Enrico Fermi
10. Dante Alighieri